# راینهارد گریندل
راینهارد دیتر گریندل (زاده ۱۹ سپتامبر ۱۹۶۱) روزنامه‌نگار، سیاستمدار (حزب CDU) و مدیر فوتبال آلمانی است.
گریندل در ۱۵ آوریل ۲۰۱۶، به عنوان رئیس فدراسیون فوتبال آلمان (DFB) انتخاب شد و در ۲ آوریل ۲۱۹ از ریاست فدراسیون استعفا داد.